# Braunsbedra
Braunsbedra ist eine Stadt im Saalekreis in Sachsen-Anhalt, die im Jahre 1943 aus dem Zusammenschluss der Orte Bedra und Braunsdorf hervorgegangen ist.

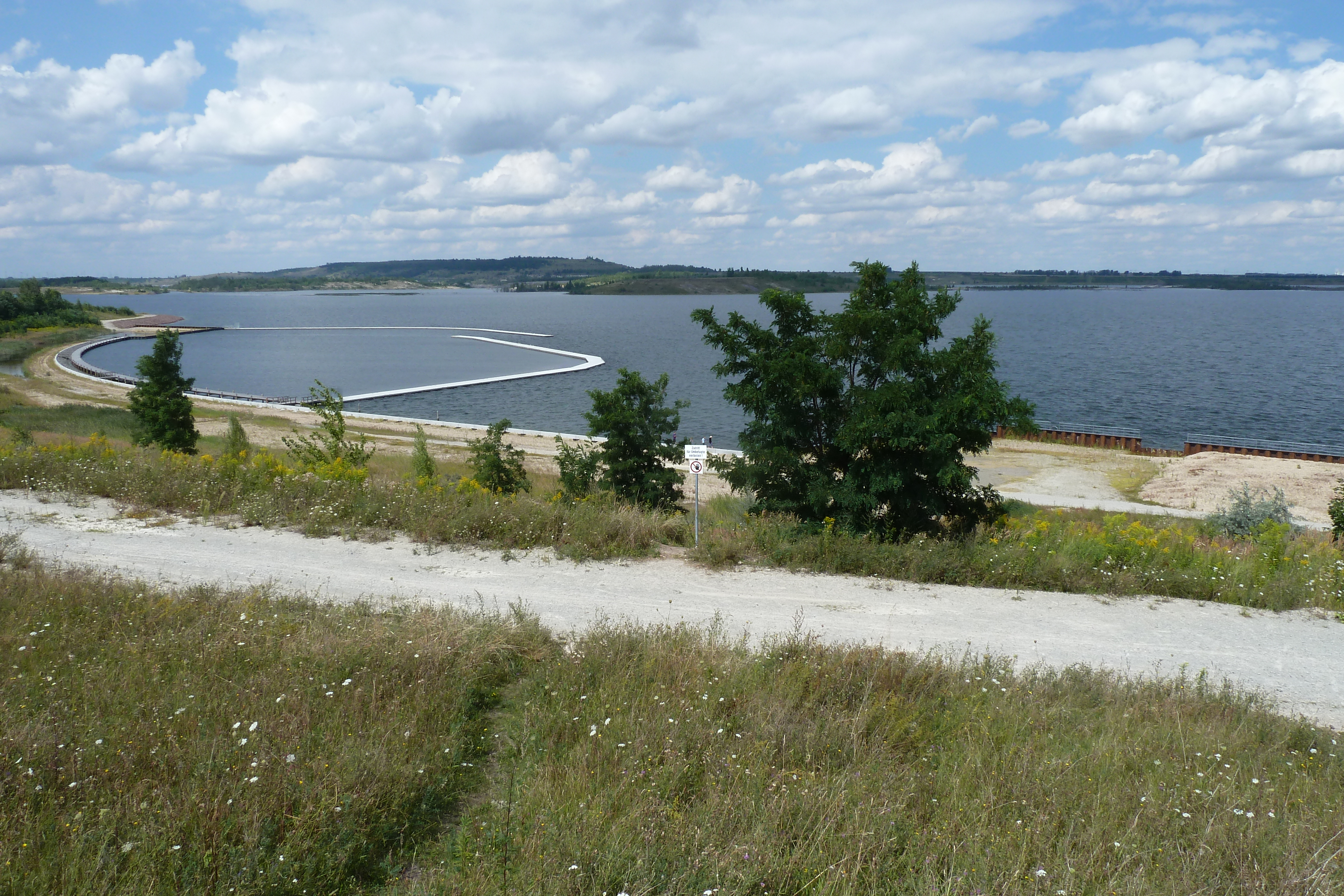
Blick von Neumark auf den Geiseltalsee

## Geografie
Braunsbedra liegt ca. 25 km südlich von Halle (Saale) und ca. 35 km westlich von Leipzig.
Bei Braunsbedra entstand mit dem Geiseltalsee der größte See Sachsen-Anhalts, der auch der größte künstliche See Deutschlands ist. Die Flutung begann am 30. Juni 2003 und endete am 29. April 2011.

### Stadtgliederung
Als Ortschaften und Ortsteile der Stadt sind ausgewiesen:
| Ortschaften und Ortsteile                                             | Fläche (km²) | Einwohner | Die Ortschaften von Braunsbedra (anklickbare Karte) |
| --------------------------------------------------------------------- | ------------ | --------- | --------------------------------------------------- |
| Braunsbedra (Bedra, Blösien-West, Neumark, Neumark-Nord und Schortau) | 29,4         | 5.725     | Die Ortschaften von Braunsbedra (anklickbare Karte) |
| Frankleben mit Reipisch                                               | 11,4         | 1.554     | Die Ortschaften von Braunsbedra (anklickbare Karte) |
| Großkayna                                                             | 9,2          | 1.132     | Die Ortschaften von Braunsbedra (anklickbare Karte) |
| Krumpa                                                                | 10,1         | 974       | Die Ortschaften von Braunsbedra (anklickbare Karte) |
| Roßbach mit Leiha, Lunstädt, und Roßbach-Süd                          | 14,2         | 1.627     | Die Ortschaften von Braunsbedra (anklickbare Karte) |

## Geschichte

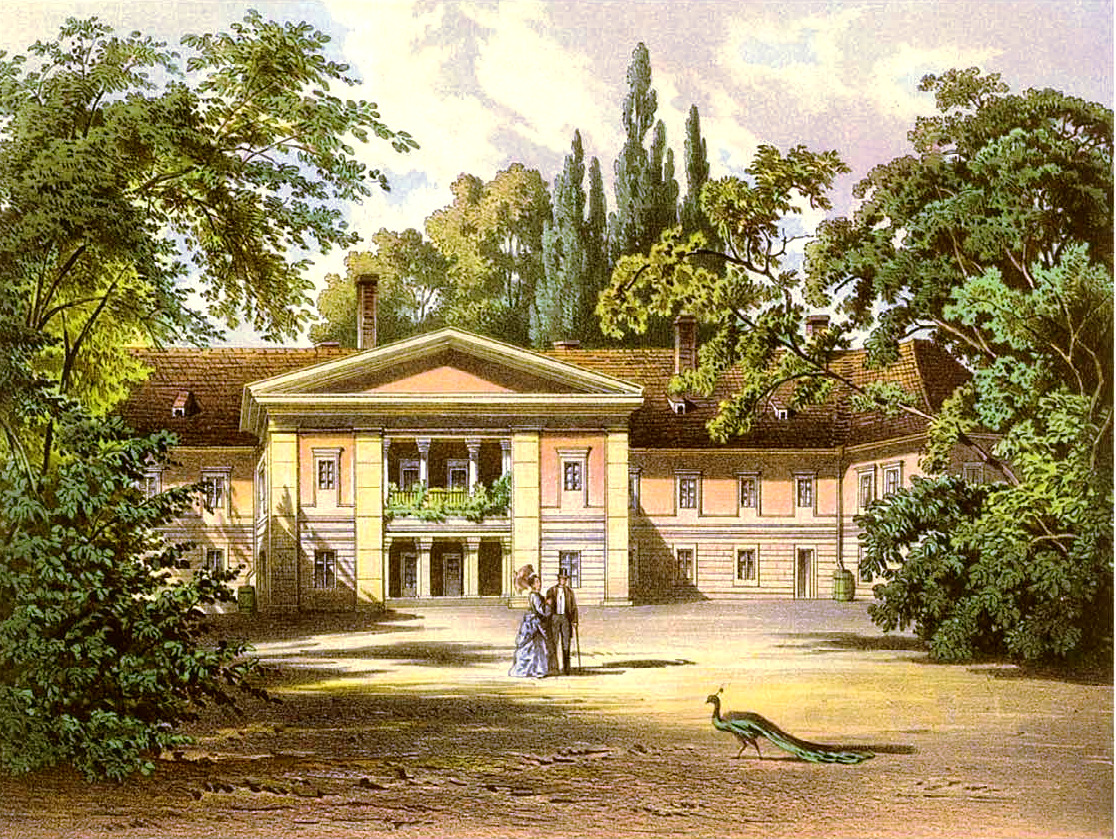
Schloss Bedra um 1860, Sammlung Alexander Duncker

In einem zwischen 881 und 899 entstandenen Verzeichnis des Zehnten des Klosters Hersfeld werden Braunsdorf, Bedra und Schortau als zehntpflichtige Orte im Friesenfeld erstmals urkundlich erwähnt.
Besitzer von Bedra waren die Ritter Knuth (1260–1321), die Schenken von Bedra (1321–1413) und die von Bünau (1413–1460). Zwischen 1420 und 1440 sind die von Bose Besitzer von Braunsdorf und Bedra. Nachfolgend sind die von Taubenheim (1460–1755), die von Brühl (1755–1794) und als letzte die von Helldorff (1794–1945) Besitzer des Ortes. Das Schloss Bedra ist seit 1260 nachgewiesen.
Braunsdorf und Bedra gehörten bis 1815 zum wettinischen, später kursächsischen Amt Freyburg. Durch die Beschlüsse des Wiener Kongresses kamen sie zu Preußen und wurden 1816 dem Kreis Querfurt im Regierungsbezirk Merseburg der Provinz Sachsen zugeteilt, zu dem sie bis 1944 gehörten.
Maßgeblich geprägt wurde Braunsbedra von der Braunkohlengewinnung und -verarbeitung im 20. Jahrhundert (siehe Mitteldeutsches Braunkohlerevier). Um 1911/12 erfolgten der Tagebauaufschluss und die Inbetriebnahme des Braunkohlenwerkes Pfännerhall durch die Hallesche Pfännerschaft. Aus dem ländlich geprägten Dorf wurde durch den Bau von Wohnungen für die zugezogenen Arbeitskräfte eine Industriesiedlung. Im Jahr 1927 hatte Bedra 500 Einwohner, in Braunsdorf wohnten 1.501 Menschen.
Im Ortsteil Krumpa wurde 1936 das Mineralölwerk Lützkendorf errichtet, das später durch Luftangriffe weitgehend zerstört wurde, dann als Volkseigener Betrieb wieder in Betrieb ging und 1998 endgültig stillgelegt wurde. Es blieben zahlreiche Altlasten zurück.
Einen nochmaligen Bevölkerungsschub erhielt Braunsbedra mit dem Bau der Parksiedlung in der zweiten Hälfte der 1950er Jahre, als etliche Dörfer des Geiseltals dem fortschreitenden Abbau der Braunkohle zum Opfer fielen. Die Einwohnerzahl stieg dabei auf ca. 10.000.
Das Stadtrecht erhielt Braunsbedra am 5. Juli 1993.

### Kirchengeschichte

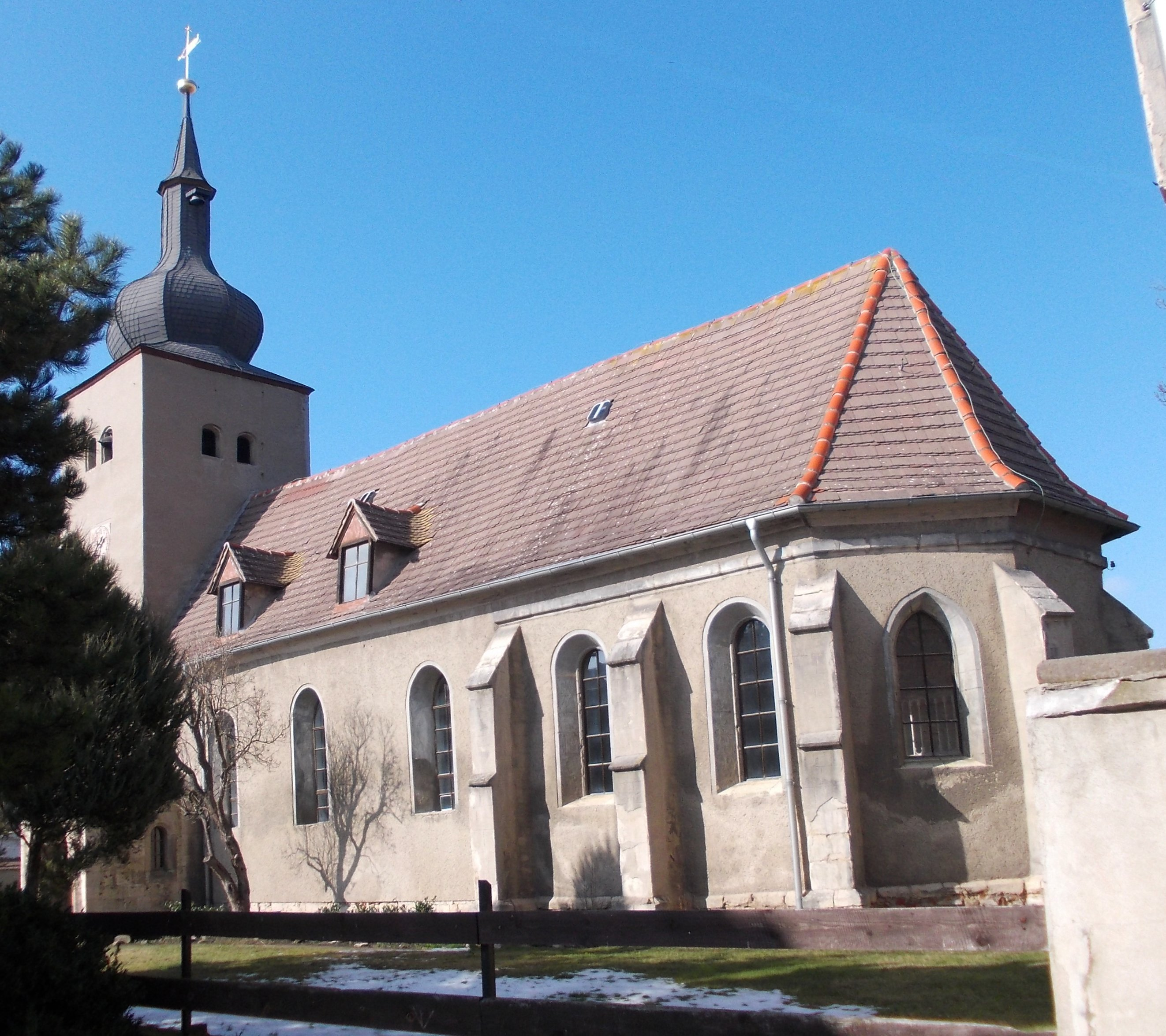
Gnadenkirche in Bedra

#### Gnadenkirche Bedra
Die Gnadenkirche in Bedra ist im Kern ein spätgotisches Bauwerk, das in nachmittelalterlicher Zeit mehrfach eingreifend restauriert wurde. Sie besteht aus dem Schiff mit einem dreiseitigen, von Strebepfeilern umgebenen Chorschluss und einem quadratischen Westturm mit einer steilen Zwiebelhaube von 1770; eine südliche Vorhalle wurde im 19. Jahrhundert angefügt. Innen wird das Bauwerk von einer verputzten Tonnenwölbung abgeschlossen und ist von Emporen umgeben, die im Westen eingeschossig, an den Längsseiten zweigeschossig ausgebildet sind.
Das Hauptstück der Ausstattung ist ein hölzerner Kanzelaltar aus der Zeit um 1770; der Korb ist vor Säulen flankiert und wird von einem Segmentgiebel bekrönt. Vermutlich gleichzeitig entstand der knienden Taufengel, der eine Schale emporhält. Der Orgelprospekt ist barock, das Werk wurde von Furtwängler & Hammer im Jahr 1916 geschaffen.
Mehrere Grabsteine sind weiter erhalten, darunter einer mit Allianzwappen aus dem 15. Jahrhundert, ein Inschriftgrabstein 1609 sowie ein Grabstein mit dem Relief einer anbetenden Verstorbenen zwischen Säulen aus dem 17. Jahrhundert.

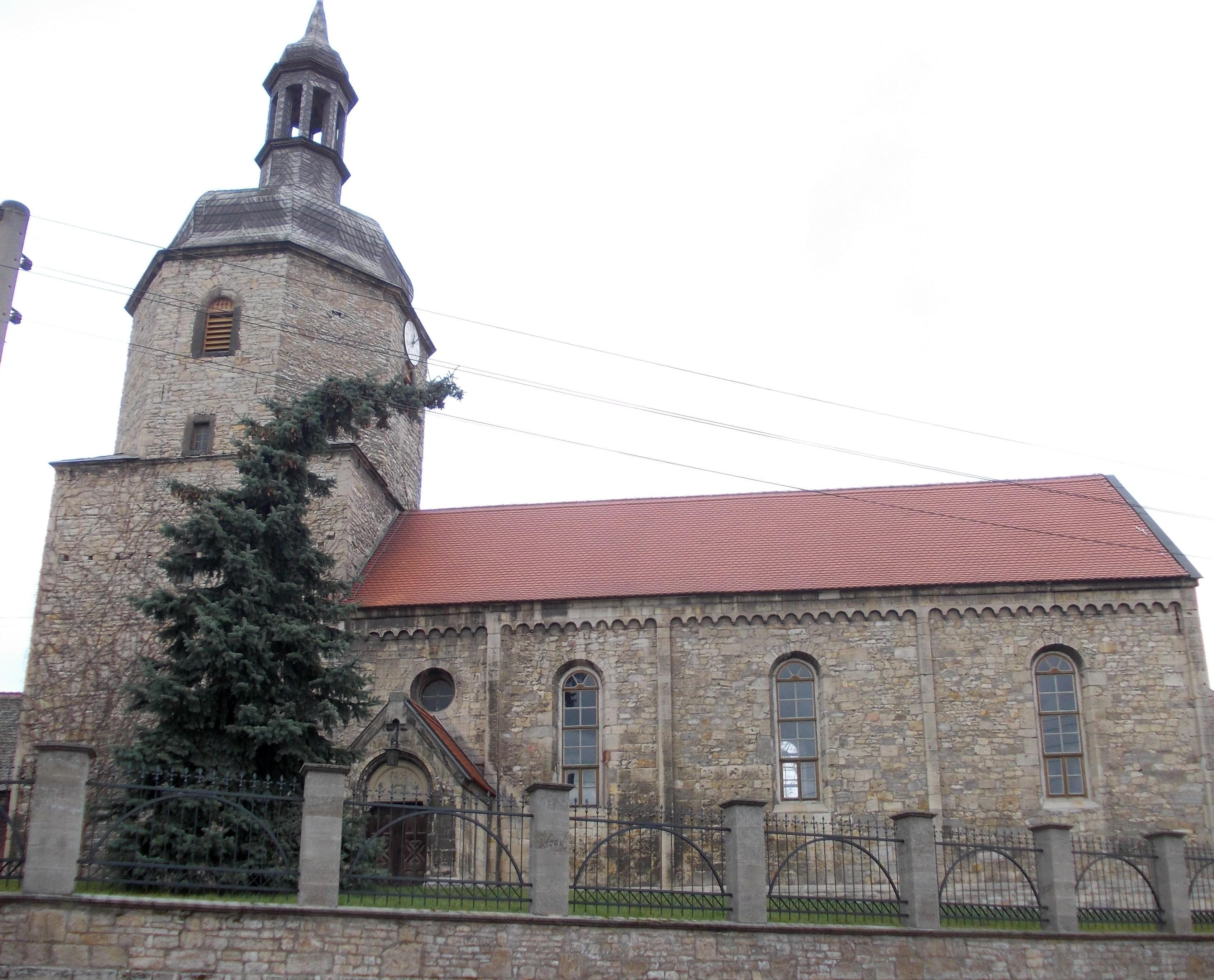
Erlöserkirche in Braunsdorf

#### Erlöserkirche Braunsdorf
Die Erlöserkirche Braunsdorf ist im Kern eine große spätromanische Saalkirche, die noch im 18. Jahrhundert zwei Nebenaltäre für die Heiligen Anna und Barbara hatte. Nach einer Barockisierung wurde sie in den Jahren 1875–77 neuromanisch erneuert. Der mittelalterliche Westturm wurde in den Jahren 1698–1700 abgebrochen und in der alten Form neu aufgeführt. Die Sakristei wurde 1875 als „Apsis“ östlich an das flachgedeckte rechteckige Schiff angefügt. Eine Restaurierung wurde in den Jahren 1990–98 durchgeführt. Der Turm ist unten quadratisch und im Erdgeschoss kreuzgratgewölbt; oben ist er achteckig mit wiederverwendeten Rechteckfenstern, die Haube stammt aus dem Jahr 1700.
In der Ostwand ist eine spätgotische Sakramentsnische eingelassen. Die solide Ausstattung mit Altar, Kanzel, Gestühl und Orgelempore stammt aus den Jahren 1875–77. Die Orgel ist ein Werk der Firma Ladegast & Sohn mit 17 Registern auf zwei Manualen und Pedal.

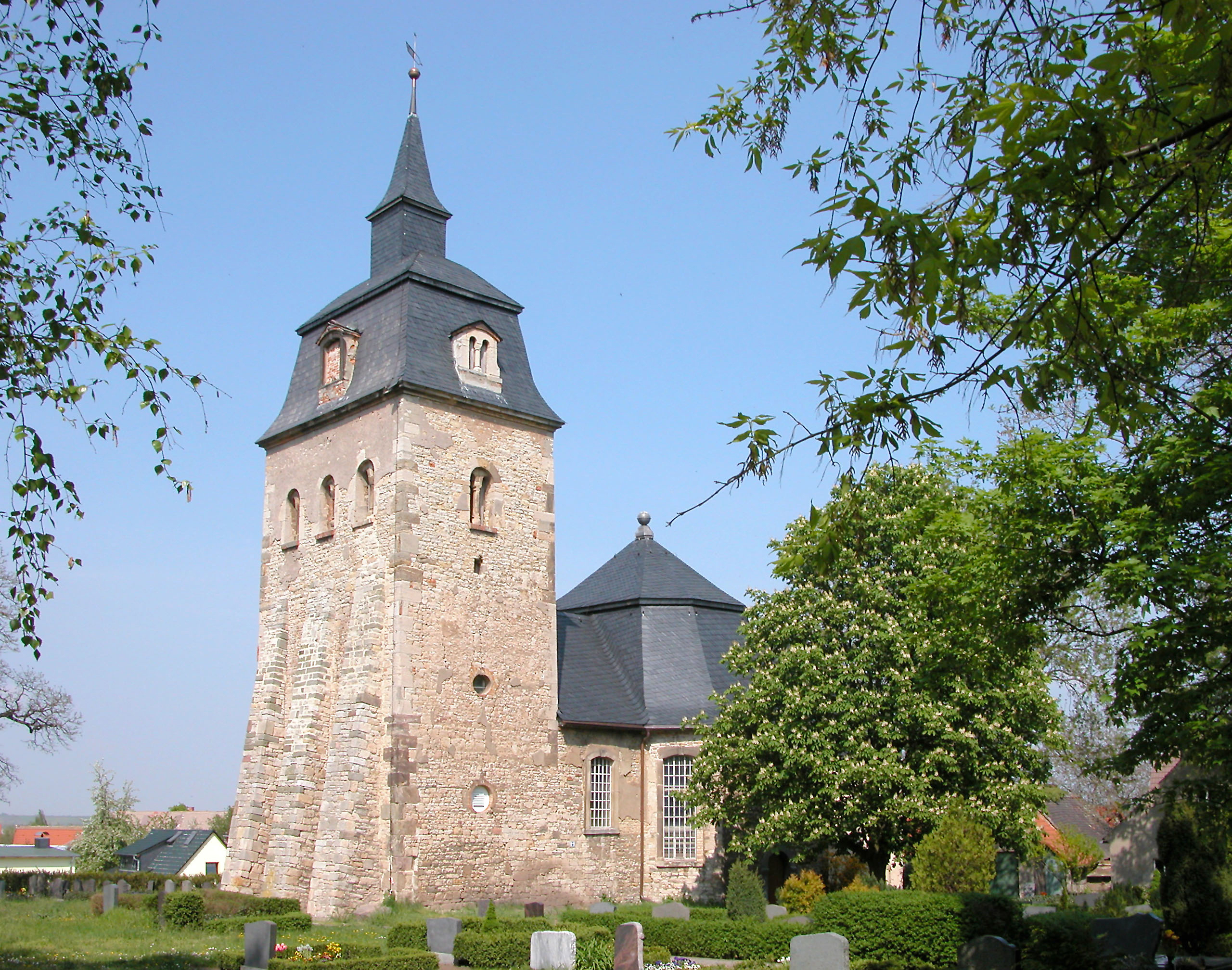
Dorfkirche Krumpa

#### Dorfkirche Krumpa
Die Dorfkirche Krumpa ist eine ursprünglich romanische, barockisierte Saalkirche mit der architektonisch interessanten Einbindung eines Oktogons als Zentralraum in ein längsrechteckiges Schiff.

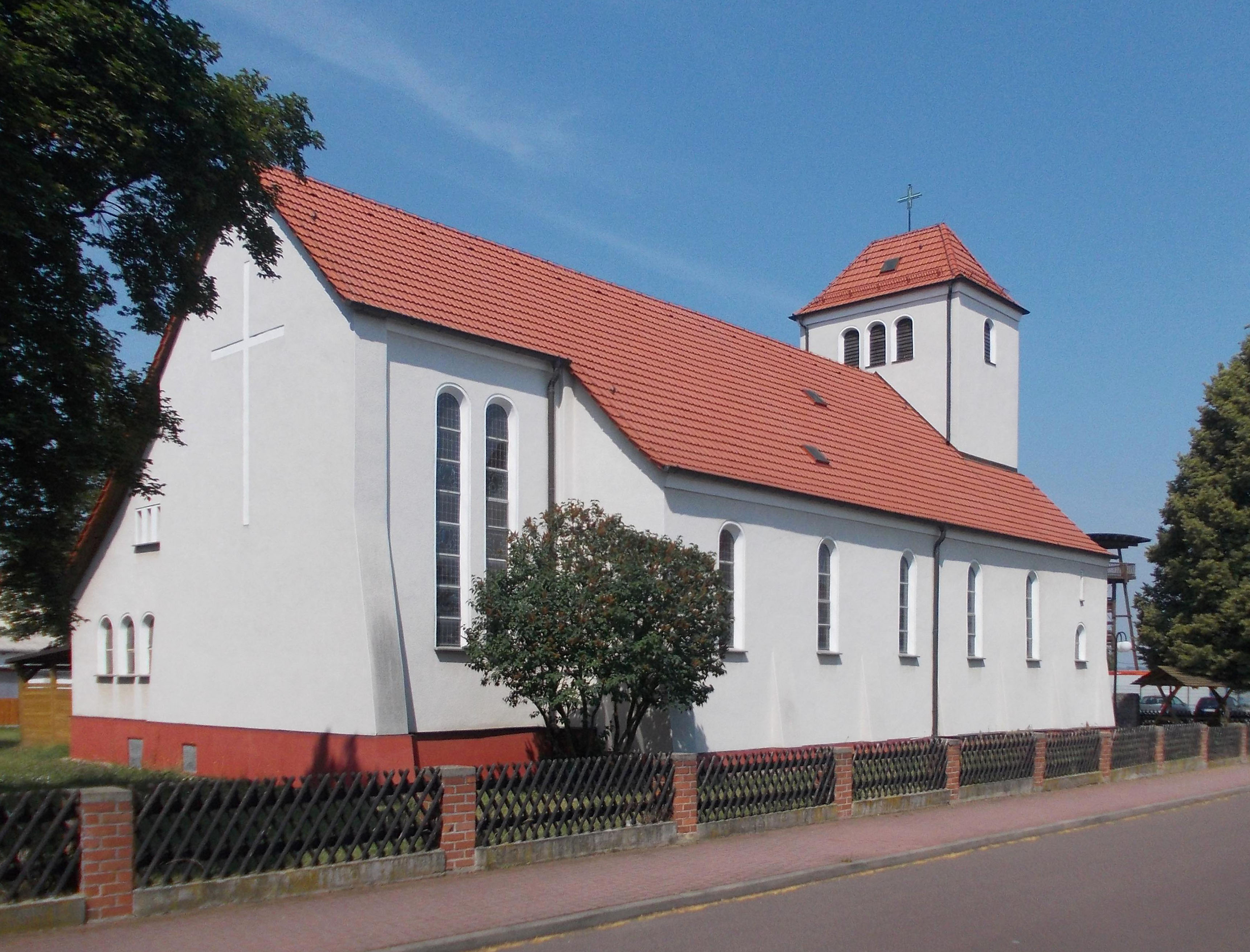
Katholische Kirche St. Heinrich (Neumark)

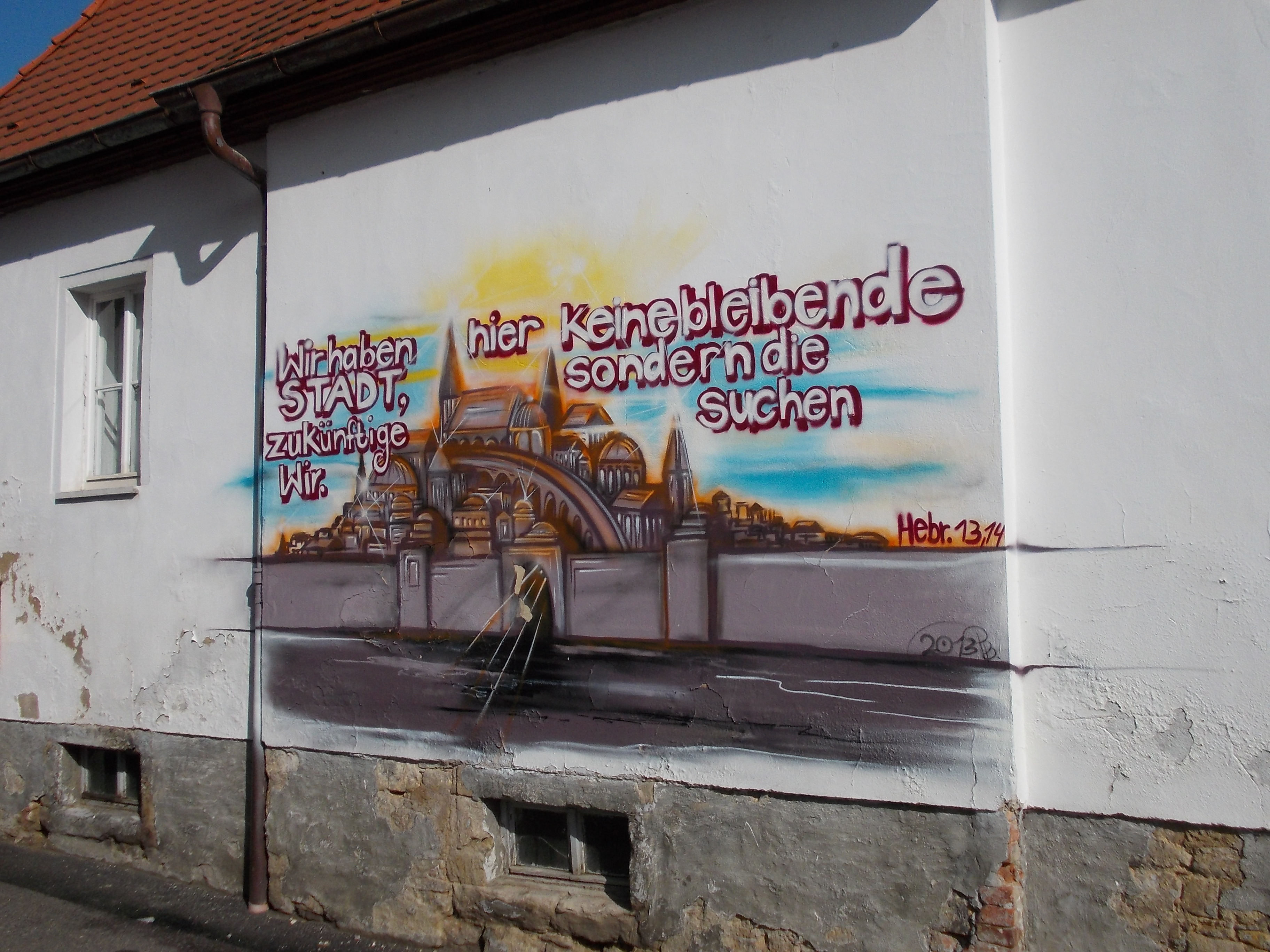
Wandbild am Pfarramt

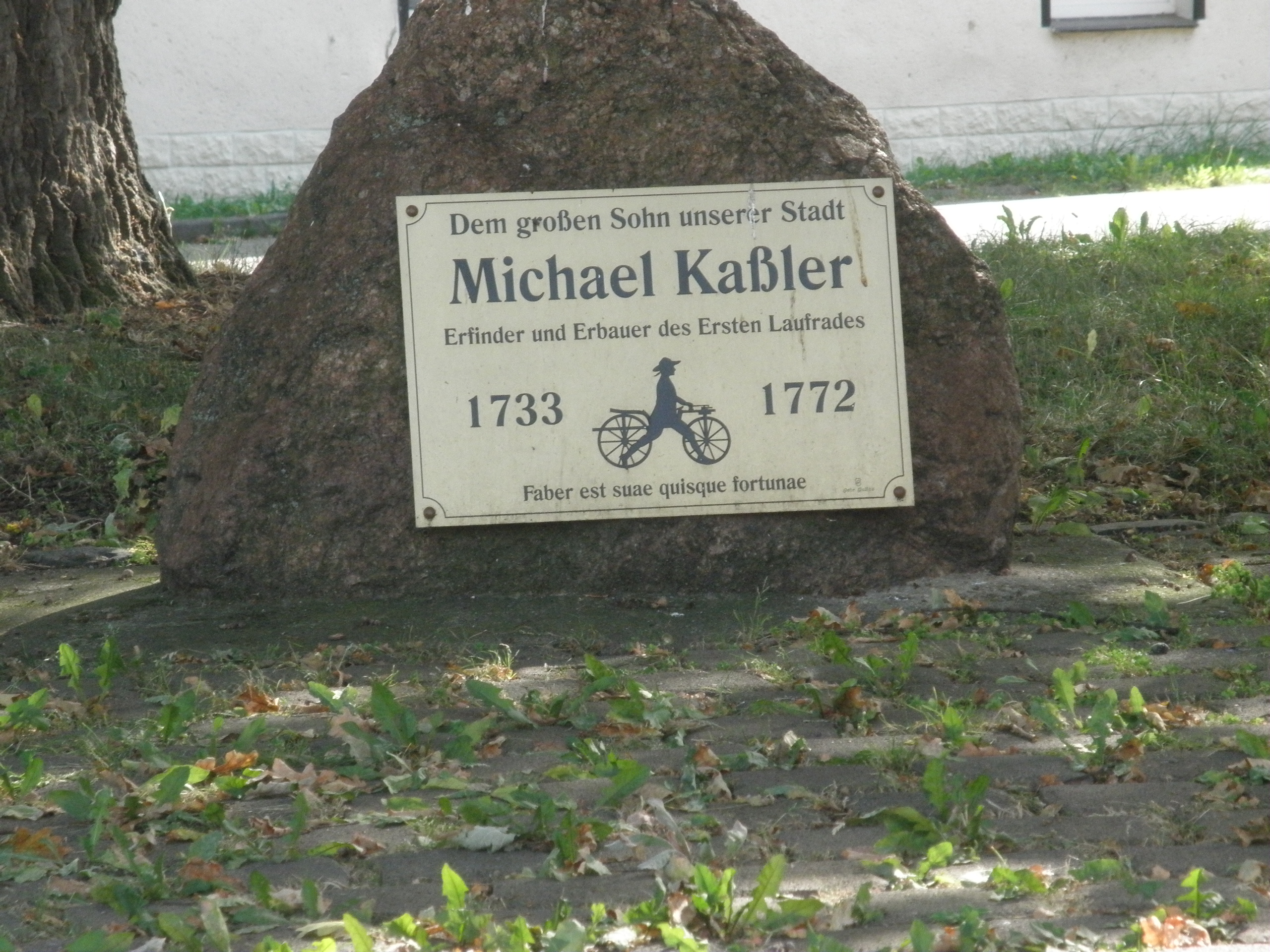
Gedenkstein für Michael Kaßler

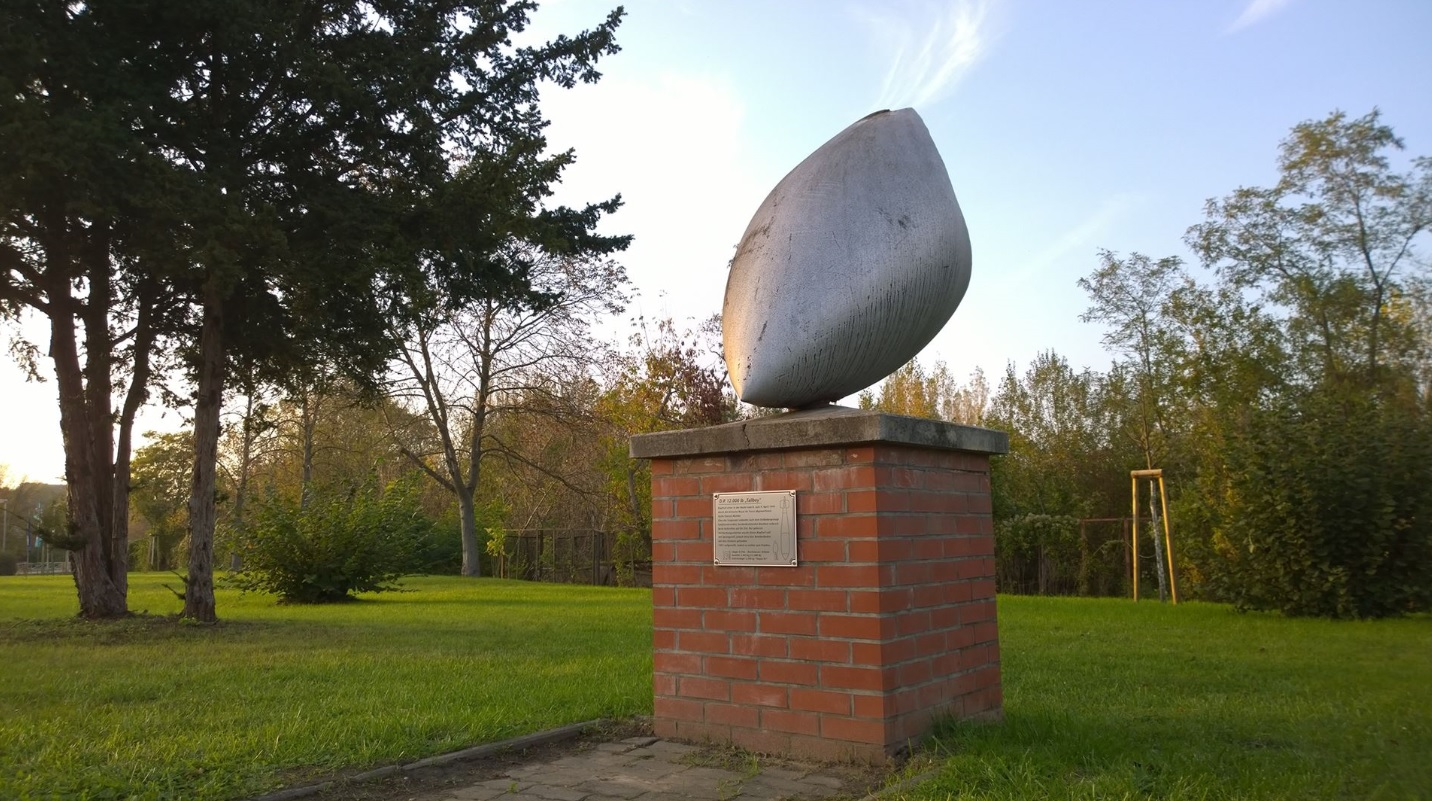
Mahnmal Tallboy

#### Katholische Kirche St. Heinrich (Neumark)
Die evangelische Dorfkirche des Ortsteils Neumark wurde bei einem Luftangriff 1944 zerstört und die Ruine in den 1950er Jahren abgetragen. Die 1925 erbaute katholische Kirche wurde 1950–1951 nach Plänen des Bitterfelder Architekten Johannes Reuter wiederaufgebaut.

#### Ehemalige Kirchen
Benndorf hatte eine romanische Saalkirche, die 1944 durch Luftangriff zerstört wurde. Die Ruine wurde zunächst als Sommerkirche hergerichtet, bis sie 1955 mit dem ganzen Ortsteil wegen des Braunkohletagebaues abgerissen wurde.
Geiselröhlitz hatte eine romanische Kirche aus Bruchsteinmauerwerk. Diese wurde 1944 durch Luftangriff zerstört, wobei auch der barocke Kanzelaltar und die Orgel eines Silbermann-Schülers vernichtet wurden. 1950 wurde die Kirche unter Verwendung von Teilen der zerstörten Neumarker Kirche wiederaufgebaut, 1964 dann für den Braunkohletagebau abgerissen. Das Gutshaus des Ortes fiel ebenfalls den Bombenangriffen 1944 zum Opfer, die Ruine wurde 1964 abgetragen.

### Eingemeindungen
Am 1. Juli 1950 wurde die Gemeinde Schortau eingemeindet.
Am 1. Januar 1962 wurden die Gemeinden Neumark mit den Ortsteilen Benndorf (Geiseltal) (am 1. Januar 1960 zu Neumark) und Wernsdorf (am 1. Juli 1950 zu Benndorf) eingemeindet.
Am 1. Januar 2004 wurden die Gemeinden Frankleben mit dem Ortsteil Reipisch (am 1. Juli 1950 zu Frankleben), Großkayna sowie Roßbach mit den Ortsteilen Leiha und Lunstädt (beide am 1. Juli 1950 zu Roßbach) eingemeindet.
Am 1. Januar 2007 wurde die Gemeinde Krumpa (Geiseltal) eingemeindet.

## Bevölkerung
| Jahr | Einwohner |
| ---- | --------- |
| 1990 | 07.461    |
| 2006 | 11.205    |
| 2010 | 12.069    |
| 2015 | 11.167    |
| 2020 | 10.426    |

| Jahr | Einwohner |
| ---- | --------- |
| 2021 | 10.432    |
| 2022 | 10.366    |
| 2023 | 10.370    |
| 2024 | 10.352    |

Stand: 31. Dezember des jeweiligen Jahres (Angaben des Statistischen Landesamtes Sachsen-Anhalt), ab 2011 auf Basis des Zensus 2011, ab 2022 auf Basis des Zensus 2022
Die starke Zunahme der Einwohnerzahl zwischen 1990 und 2006 ist auf Eingemeindungen zurückzuführen.

## Politik

### Stadtrat
Der Stadtrat von Braunsbedra besteht aus 28 Mitgliedern und dem Bürgermeister. Die Kommunalwahl am 9. Juni 2024 führte zu folgendem Ergebnis:
| Partei / Wählergruppe                                   | Stimmenanteil 2019 | Sitze 2019 |        | Stimmenanteil 2024 | Sitze 2024 |
| ------------------------------------------------------- | ------------------ | ---------- | ------ | ------------------ | ---------- |
| CDU                                                     | 28,7 %             | 8          | 31,0 % | 9                  |            |
| AfD                                                     | 16,2 %             | 5          | 26,0 % | 7                  |            |
| Bürgerinitiative Braunsbedra                            | –                  | –          | 11,5 % | 3                  |            |
| Freiwillige Feuerwehr Braunsbedra (FFB)                 | .                  | 3          | 08,3 % | 3                  |            |
| Die Linke                                               | 08,4 %             | 2          | 04,3 % | 1                  |            |
| Braunsdorfer Heimatverein 87 (BHV)                      | .                  | 1          | 04,3 % | 1                  |            |
| Feuerwehr Großkayna (FFW)                               | .                  | 1          | 04,1 % | 1                  |            |
| SPD                                                     | 08,1 %             | 2          | 04,0 % | 1                  |            |
| Sportverein Friesen / Reipischer Heimatverein (SVF/RHV) | .                  | 2          | 03,9 % | 1                  |            |
| Einzelbewerber Ronald Eisenhut                          | –                  | –          | 01,5 % | 1                  |            |
| Einzelbewerberin Kathrin Gallas                         | –                  | –          | 01,2 % | –                  |            |
| FDP                                                     | 07,0 %             | 2          | –      | –                  |            |
| Bündnis 90/Die Grünen                                   | 01,5 %             | 1          | –      | –                  |            |
| Einzelbewerber Ingo Heyde                               | .                  | 1          | –      | –                  |            |
| Einzelbewerber Michael Kutzner                          | .                  | –          | –      | –                  |            |
| Einzelbewerber Stefan Schulze                           | .                  | –          | –      | –                  |            |
| Insgesamt                                               | 100 %              | 28         | 100 %  | 28                 |            |

Kommunalwahl 2014:
- CDU: 13 Sitze
- Die Linke: 4 Sitze
- SPD: 3 Sitze
- Freiwillige Feuerwehr Braunsbedra: 3 Sitze
- BWG Braunsbedraer Wählergemeinschaft: 1 Sitz
- BHV Braunsdorfer Heimatverein: 1 Sitz
- FDP: 1 Sitz
- SVF, RHV Sportverein Friesen, Reipischer Heimatverein: 1 Sitz
- SVG Sportverein Großkayna: 1 Sitz

Kommunalwahl 2004
- CDU: 18 Sitze
- Die Linke: 4 Sitze
- SPD: 3 Sitze
- SVF/RHV: 2 Sitze
- BWG: 1 Sitz

### Bürgermeister
- seit 2008: Steffen Schmitz (CDU)[22]

Schmitz wurde in der Bürgermeisterwahl am 13. März 2022 mit 56,2 % der gültigen Stimmen in seinem Amt bestätigt. Seine Amtszeit beträgt sieben Jahre.

### Wappen
Blasonierung: Im von Grün und Gold geteilten Wappen ist oben ein silberner Pflug und unten ein schwarzes achtspeichiges Rad.
Das Wappen der Stadt Braunsbedra zeigt im oberen Teil einen Kipppflug. Im unteren Teil des Wappens ist symbolisch das erste hölzerne Laufrad nachgebildet. Die Farbe Grün im Wappen steht für das grüne Geiseltal, in dessen Mitte die Stadt Braunsbedra liegt. Die jahrelange Förderung der Braunkohle, des „schwarzen Goldes“ im Geiseltal, führte zur goldfarbigen Gestaltung des Wappens im unteren Teil. Entworfen wurde dieses Wappen von Annelies Ritzka im Jahre 1992.

## Sehenswürdigkeiten und Kultur

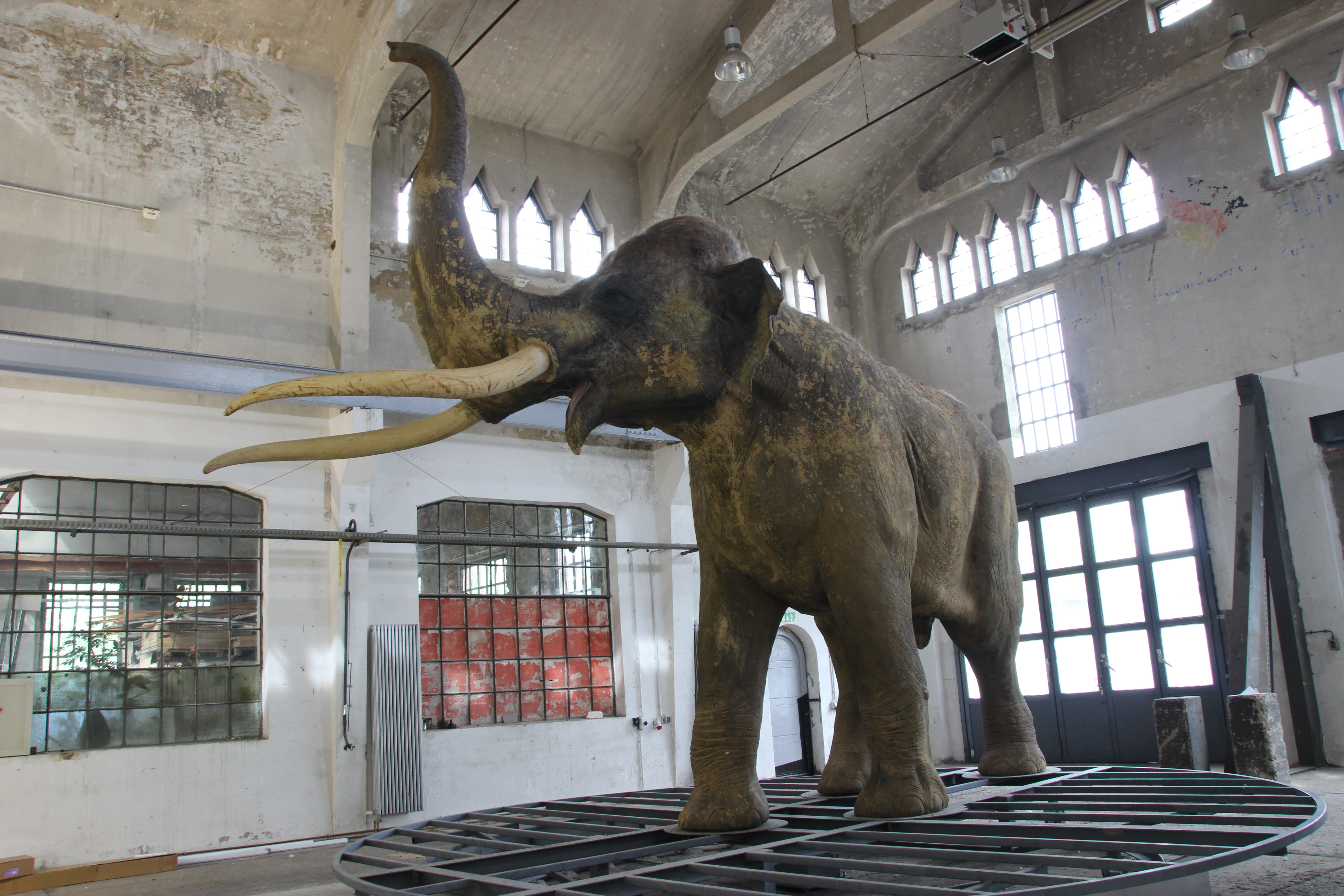
Rekonstruktion des Urzeit-Elefanten in der Zentralwerkstatt Pfännerhall

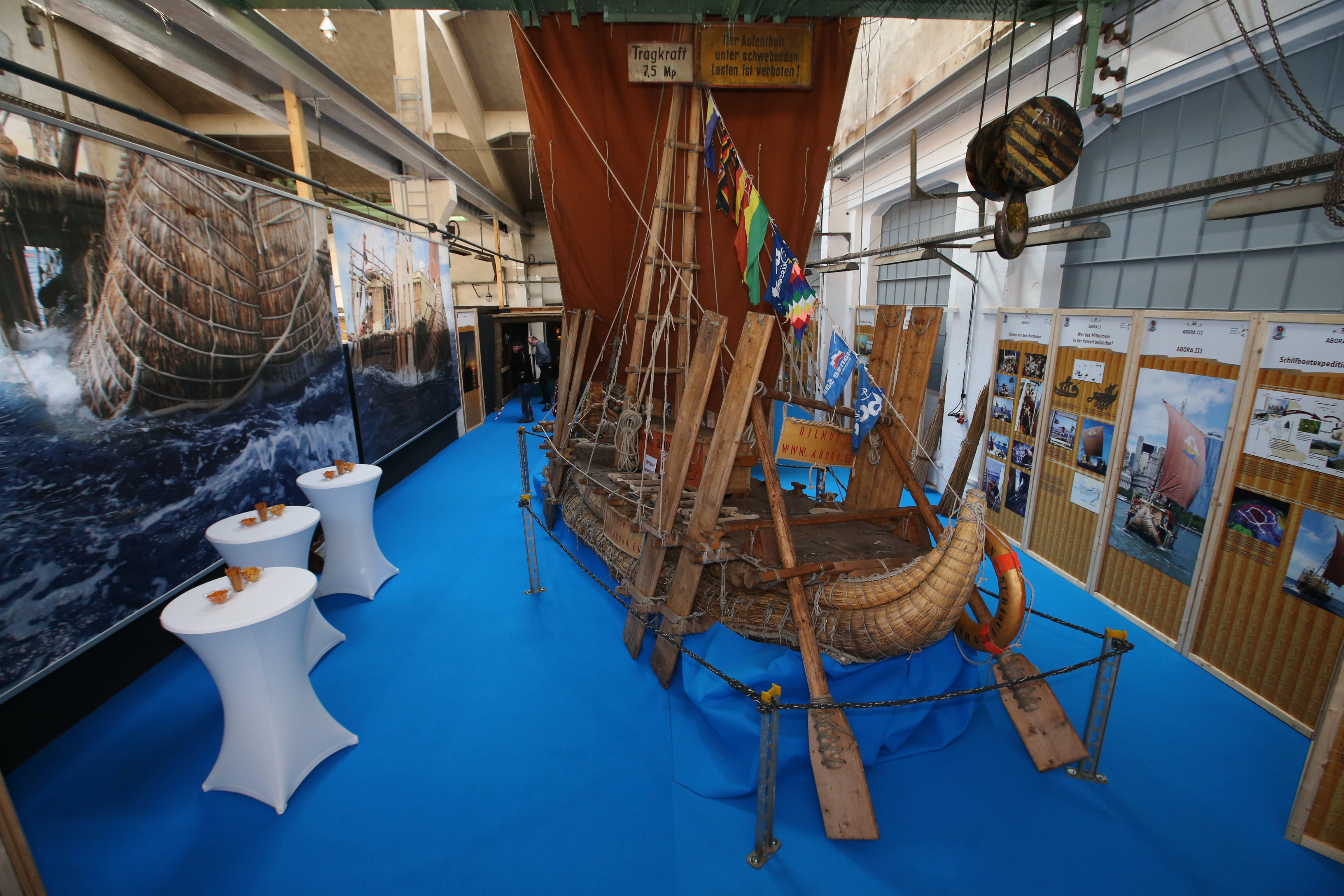
ABORA-Ausstellung in der Zentralwerkstatt Pfännerhall

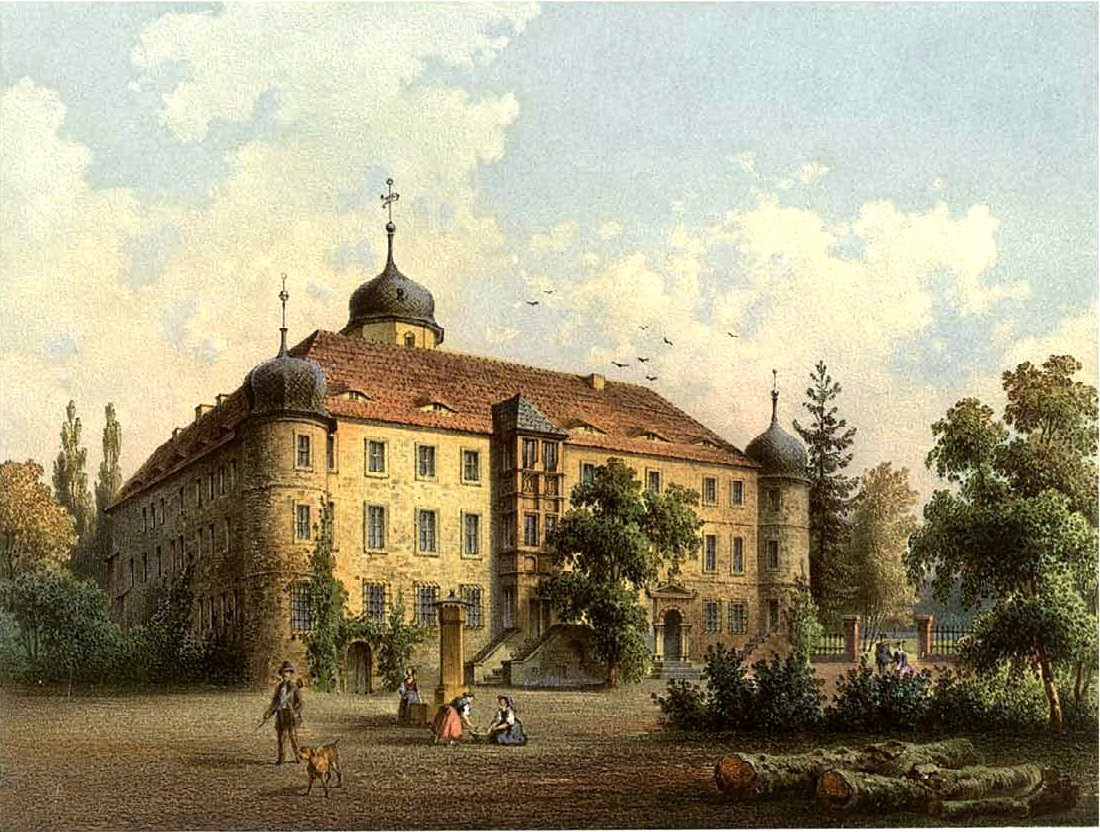
Schloss in Frankleben

- In der ehemaligen Zentralwerkstatt des Braunkohlenwerkes Pfännerhall, entstand ein Regionalentwicklungszentrum und außerschulischer Lernort für Natur, Kultur und Technik. Seit 2015 ist dort die Waldelefanten-Ausstellung „Fundort Pfännerhall“ zu besichtigen. Dort wird u. a. die Rekonstruktion eines 200.000 Jahre alten Elefanten ausgestellt, dessen Skelett 1986 am Geiseltalsee gefunden wurde. Im März 2019 wurde die ABORA-Ausstellung „Kam Kolumbus 15.000 Jahre zu spät?“ in das Ausstellungsprogramm integriert. Diese Ausstellung soll noch 2020 durch eine ABORA IV-Sonderausstellung ergänzt werden, welche über die Ursprünge der Seefahrt und den frühgeschichtlichen Kulturaustausch informiert.
- Die 2014 fertiggestellte Seebrücke ist die erste in Sachsen-Anhalt
- Schlösser in Bedra und Frankleben
- Strand am Geiseltalsee mit Tauchbasis in Frankleben und an der Hasse mit Campingplatz, Volleyballfeld und FKK in Roßbach

Gedenkstätten
- Gedenkstein für Michael Caßler (Erfinder des Laufrades)
- Mahnmal Tallboy in Krumpa: Original-Kopfstück einer englischen bunkerbrechenden und nach dem Erdbebenprinzip wirkenden Sechs-Tonnen-Tallboy-Bombe
- Denkmal des Bildhauers Gerhard Geyer aus dem Jahre 1950 zur Erinnerung an umgekommene KZ-Häftlinge, wegen des Braunkohleabbaus 1969 vom Ortsteil Neumark in die Park-Siedlung umgesetzt
- Grabstätten auf dem Friedhof des Ortsteiles Neumark für 43 Opfer der Zwangsarbeit aus Polen und Italien

## Wirtschaft und Infrastruktur

### Verkehr

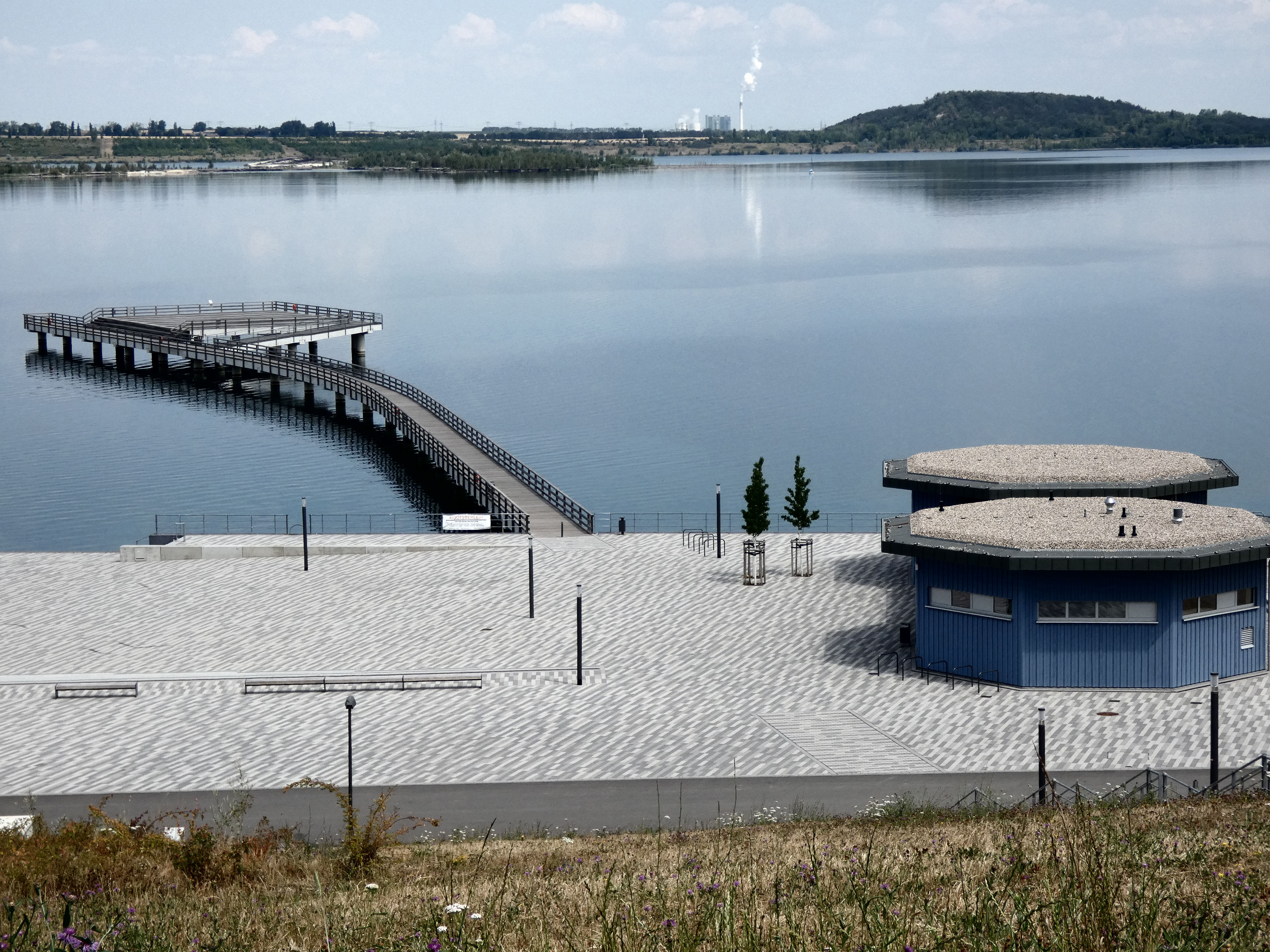
Seebrücke

Die Anschlussstelle Merseburg-Süd der Autobahn 38 Göttingen–Leipzig liegt teilweise im Stadtgebiet Braunsbedra. Durch die Stadt verlaufen die Landesstraßen L 178 und L 179.
Im Stadtgebiet liegen die Bahnhöfe Braunsbedra und Frankleben sowie die Haltepunkte Braunsbedra Pfännerhall und Krumpa an der Bahnstrecke Merseburg–Querfurt. Diese werden stündlich durch die Linie S 11 Halle–Merseburg–Querfurt der DB Regio Südost bedient. Der nächstgelegene Bahnhof, an dem Fernverkehrszüge halten, ist Halle (Saale) Hauptbahnhof.
Braunsbedra gehört zum Tarifgebiet des Mitteldeutschen Verkehrsverbundes (MDV).

## Persönlichkeiten
Söhne und Töchter der Gemeinde
- Michael Caßler (1733–1772), Böttcher, geboren in Braunsdorf
- Otto von Helldorff (1833–1908), Reichstagsabgeordneter
- Ferdinand von Helldorff (1835–1893), preußischer Landrat
- Rudolf Sachsenweger (1916–2007), Augenarzt, geboren in Nahlendorf
- Frank Bannert (1956–2019), Politiker und Landrat des Saalekreises